# Тукалы (Семёновский район)
Тукалы́ (укр. Тукали) — село,
Оболонский сельский совет,
Семёновский район,
Полтавская область,
Украина.
Код КОАТУУ — 5324585111. Население по переписи 2001 года составляло 332 человека.

## Географическое положение
Село Тукалы находится в 4-х км от левого берега реки Сула,
на краю большого болота, в 1,5 км от села Горошино.

## История
Тукалы образовались после 1945 путем слияния поселений: Тукалы (Тукалов), Шерстюки (Шерстюков) и Лыни
Хутор был приписан к Захаревской церкви в Горошине

## Экономика
- Молочно-товарная ферма.